# Primo & Epico
Primo & Epico, noti in passato anche come Los Matadores e Shining Stars, sono un tag team di wrestling attiva nella WWE tra il 2010 e il 2020 e successivamente nel circuito indipendente, formata da Primo Colón ed Epico Colón (cugini nella vita reale).I due sono attualmente sotto contratto con la Total Nonstop Action Wrestling
In WWE hanno vinto una volta il Raw Tag Team Championship.

## Storia

### WWE (2010–2020)

#### Regni titolati (2011–2012)
Nella puntata di SmackDown del 4 novembre Epico fa il suo debutto nel main roster affiancandosi a Hunico. Nella puntata di SmackDown dell'11 novembre Primo e Epico formano una coppia con Hunico e Epico e sconfiggono gli Usos. Nella puntata di Superstars del 17 novembre Primo e Epico sconfiggono gli Usos. Rosa Mendes si aggiunge al gruppo come valletta. Il duo portoricano inizierà una faida con gli Air Boom (Evan Bourne e Kofi Kingston) per il WWE Tag Team Championship, detenuti da questi ultimi. A TLC: Tables, Ladder & Chairs i due portoricani, ottengono una chance titolata, ma non riescono a conquistare i titoli, che riusciranno a vincere il 15 gennaio in un house show di Raw. Nella puntata di Raw del 16 gennaio i due portoricani mantengono il WWE Tag Team Championship sconfiggendo di nuovo gli Air Boom. Nella puntata di Raw del 27 febbraio Primo ed Epico difendono i titoli in un Triple Threat Tag Team Match nel quale partecipavano anche gli Americans Perfection e i Boom Jimmy (Kofi Kingston e R-Truth). Nel pre-show di WrestleMania XXVIII i due portoricani sconfiggono gli International Airstrike rimanendo campioni di coppia. Nella puntata di Raw del 30 aprile Primo e Epico perdono i titoli di coppia dall'assalto di Kofi Kingston e R-Truth.

#### Alleanza con Abraham Washington (2012–2013)
A No Way Out, non riescono a vincere il match per determinare gi sfidanti ai WWE Tag Team Championship il quale vengono traditi da Abraham Washington, nel match partecipavano anche i Prime Time Players, Usos e gli International Airstrike. Primo e Epico iniziano così una faida con i Prime Time Players che batterono a Money in the Bank.
Dopo la fine della faida con i Prime Time Players, Primo & Epico effettuano un turn heel ed entrarono in una losing streak che durerà per tutto il resto del 2012. La losing streak si interrompe il 9 gennaio 2013 a NXT, quando i due sconfiggono Bo Dallas e Michael McGillicutty.

#### Los Matadores (2013–2016)
Il 30 settembre Primo e Epico debuttano a Raw con una nuova gimmick, quella di due matador e con i nuovi ring name Diego (Primo) e Fernando (Epico), e appunto il nome del loro tag team in Los Matadores, battendo la 3MB. Con questa nuova gimmick si unisce a loro El Torito, la loro nuova mascotte. Questa vittoria è l'inizio di una winning streak per i Matadores, continuando a sconfiggere la 3MB per diverse settimane. La settimana successiva distraggono i Real Americans (Antonio Cesaro e Jack Swagger) facendogli perdere un tag team match contro gli Usos. Dopo questo episodio viene sancito un tag team match in quel di Hell in a Cell tra i Los Matadores e i Real Americans. I Matadores con questo match, ottengono la loro prima vittoria in Pay-per-view. La winning streak viene interrotta il 24 gennaio 2014 a SmackDown dai RybAxel (Ryback e Curtis Axel). Il 15 marzo i Los Matadores ricevono una title shot per il WWE Tag Team Championship, venendo però sconfitti dai campioni in carica, gli Usos. I Los Matadores perdono anche a WrestleMania XXX, combattendo in un Fatal 4-Way Tag Team match valido per i WWE Tag Team Championship contro gli Usos (campioni in carica), i Real Americans ed i RybAxel. Nella puntata di Main Event del 2 settembre vengono sconfitti da Gold e Stardust.
A SummerSlam del 23 agosto 2015 tentano di conquistare i WWE Tag Team Championship detenuti dai Prime Time Players in un Fatal 4-Way Tag Team Match che includeva, oltre ai campioni, anche i Lucha Dragons (Kalisto e Sin Cara) e i New Day (Big E, Kofi Kingston e Xavier Woods) ma sono proprio questi ultimi a vincere (anche se Big E e Kingston hanno vinto il match, anche Woods è stato riconosciuto campione con la Freebird Rule). Il 7 settembre a Raw perdono contro i Dudley Boyz ed effettuano un turn heel quando Diego attacca El Torito, prima di venire attaccati nuovamente dai Dudleyz.

#### Shining Stars (2016–2017)
Dopo un lungo periodo di pausa durato ben otto mesi, Primo e Epico lanciano un promo nella puntata di Raw del 4 aprile 2016 (e diversi altri nelle successive puntate) dove mostrano le bellezze della loro terra, Porto Rico. Nella puntata di Raw del 16 maggio Primo e Epico fanno il loro ritorno con il nome The Shining Stars  e sconfiggono due jobber locali, Brian Kennedy e Scott Jackson. Per circa due mesi Primo e Epico non combattono in alcun match, apparendo invece in diversi promo.
Con la Draft Lottery avvenuta nella puntata di SmackDown del 19 luglio, i The Shining Stars sono stati trasferiti nel roster di Raw. Nella puntata di Main Event del 22 luglio i Shining Stars, assieme a Sheamus e Alberto Del Rio, trionfano sugli Usos, Titus O'Neil e Dolph Ziggler. Nella puntata di Raw del 25 luglio i The Shining Stars sono stati sconfitti da Enzo Amore e Big Cass a causa dell'interferenza involontaria dei Golden Truth (Goldust e R-Truth). Nella puntata di Raw del 1º agosto gli Shining Stars hanno trionfato sui Golden Truth a causa di una distrazione di R-Truth causata da Pokémon Go. Nella puntata di Raw del 15 agosto gli Shining Stars hanno affrontato Darren Young e Titus O'Neil ma, a causa di Bob Backlund (manager di Young), Titus ha effettuato un turn heel colpendo Young con il Clash of the Titus per poi andarsene, permettendo agli Shining Stars di vincere l'incontro. Nella puntata di Superstars del 2 settembre gli Shining Stars hanno trionfato sui Golden Truth. Il 5 settembre, a Raw, gli Shining Stars hanno sconfitto Enzo Amore e Big Cass. Nella puntata di Raw del 19 settembre gli Shining Stars hanno partecipato ad un 10-Man Tag Team match insieme a Luke Gallows, Karl Anderson e Chris Jericho contro Big E e Kofi Kingston del New Day, Enzo Amore e Big Cass e Sami Zayn venendo sconfitti. Nella puntata di Superstars del 14 ottobre gli Shining Stars hanno sconfitto facilmente Jared Pimm e Josh Andrews, due jobber locali. Nella puntata di Raw del 17 ottobre gli Shining Stars e Titus O'Neil sono stati sconfitti dai Golden Truth e Mark Henry. Nella puntata di Raw del 24 ottobre gli Shining Stars, supportati da Titus O'Neil, sono stati sconfitti dai Golden Truth. Nella puntata di Raw del 31 ottobre gli Shining Stars sono stati sconfitti da Cesaro e Sheamus. Nella puntata di Raw del 7 novembre gli Shining Stars hanno ottenuto un posto nel Team Raw per Survivor Series sconfiggendo i Golden Truth in maniera scorretta. Nella puntata di Raw del 14 novembre gli Shining Stars e i Golden Truth sono stati sconfitti da Enzo Amore, Big Cass, Luke Gallows e Karl Anderson. Il 20 novembre a Survivor Series gli Shining Stars hanno preso parte al 10-on-10 Traditional Survivor Series Tag Team Elimination match come parte del Team Raw contro il Team SmackDown, ma sono stati eliminati dagli American Alpha (Chad Gable e Jason Jordan); nonostante questo, però, il Team Raw ha vinto lo stesso l'incontro. Nella puntata di Main Event del 1º dicembre gli Shining Stars hanno sconfitto Curtis Axel e Darren Young. Il 14 dicembre, a Tribute to the Troops, gli Shining Stars hanno partecipato ad un Fatal 4-Way Tag Team match che includeva anche Luke Gallows e Karl Anderson, i Golden Truth e Cesaro e Sheamus per determinare i contendenti nº 1 al WWE Raw Tag Team Championship del New Day (Big E, Kofi Kingston e Xavier Woods) ma il match è stato vinto da Cesaro e Sheamus. Nella puntata di Raw del 19 dicembre gli Shining Stars, Gallows e Anderson sono stati sconfitti da Cesaro, Sheamus, Big E e Kofi Kingston. Nella puntata di Raw del 26 dicembre gli Shining Stars hanno affrontato Bo Dallas e Darren Young ma il match è stato interrotto da Braun Strowman che ha attaccato senza motivo i partecipanti all'incontro. Nella puntata di Main Event del 7 gennaio 2017 il match tra gli Shining Stars contro Bo Dallas e Darren Young è avvenuto con la vittoria dei due Portoricani. Nella puntata di Main Event del 12 gennaio gli Shining Stars hanno sconfitto Darren Young e Sin Cara. Nella puntata di Raw del 6 febbraio gli Shining Stars sono stati sconfitti da Big E e Xavier Woods del New Day. Nella puntata di Main Event del 5 febbraio gli Shining Stars e Titus O'Neil sono stati sconfitti dal New Day. Nella puntata di Raw del 27 febbraio gli Shining Stars sono stati sconfitti da Big Show in un 2-on-1 Handicap match. Nella puntata di Raw del 6 marzo gli Shining Stars sono stati sconfitti da Big E e Kofi Kingston del New Day. Il 2 aprile, nel Kick-off di WrestleMania 33, gli Shining Stars hanno partecipato all'annuale André the Giant Memorial Battle Royal ma sono stati eliminati. Nella puntata di Raw del 10 aprile gli Shining Stars e Luke Gallows e Karl Anderson sono stati sconfitti da Cesaro, Sheamus e i WWE Raw Tag Team Champions, gli Hardy Boyz (Jeff Hardy e Matt Hardy).

#### Opportunità titolate (2017–2018)
Con lo Shake-up dell'11 aprile gli Shining Stars sono stati trasferiti nel roster di SmackDown; quella stessa sera Primo e Epico hanno attaccato gli American Alpha (Chad Gable e Jason Jordan) al termine del match di questi perso contro gli SmackDown Tag Team Champions, gli Usos (Jimmy Uso e Jey Uso). Nella puntata di SmackDown del 18 aprile gli Shining Stars sono tornati ai loro nomi originali ed hanno sconfitto gli American Alpha. Nella puntata di SmackDown del 25 aprile i Colóns sono stati sconfitti dagli American Alpha in un Beat the Clock Challenge match. Nella puntata di SmackDown del 16 maggio i Colóns sono stati sconfitti dai Breezango (Tyler Breeze e Fandango). Nella puntata di SmackDown del 30 maggio i Colóns sono stati sconfitti nuovamente dai Breezango. Nella puntata di SmackDown del 6 giugno i Colóns sono stati sconfitti da Big E e Xavier Woods del New Day. Nella puntata di SmackDown del 13 giugno i Colóns e gli Usos sono stati sconfitti dai Breezango e da Kofi Kingston e Xavier Woods del New Day. Il 18 giugno, nel Kick-off di Money in the Bank, i Colóns sono stati sconfitti dagli Hype Bros (Mojo Rawley e Zack Ryder). Nella puntata di SmackDown del 4 luglio i Colóns hanno partecipato all'Indipendence Day Battle Royal per determinare il contendente nº 1 allo United States Championship di Kevin Owens ma sono stati eliminati. In seguito, Primo ha subito un infortunio al ginocchio che lo ha costretto a rimanere fuori dalle scene. Nella puntata di SmackDown del 14 novembre i Colóns sono apparsi nel backstage insieme ad altri wrestler del roster dello show blu durante il discorso del Commissioner Shane McMahon. Nella puntata di SmackDown del 21 novembre i Colóns sono apparsi durante il Lumberjack match tra Kevin Owens e Sami Zayn e Big E e Kofi Kingston del New Day (vinto da questi ultimi). In seguito, Epico ha subito un infortunio alla spalla che lo ha costretto ad uno stop durato circa sei mesi periodo.

#### Varie faide (2018–2020)
Nella puntata di SmackDown del 28 agosto 2018 i Colóns hanno fatto il loro ritorno in coppia dopo più di un anno, ma successivamente non hanno più combattuto in WWE.
Il 15 aprile 2020 Primo ed Epico sono stati licenziati per via delle perdite economiche legate alla pandemia di COVID-19.

#### TNA Wrestling (2011–2012)
Il 20 febbraio 2025 i Colóns hanno debuttato in TNA interrompendo un concerto del TNA World Champion Joe Hendry, ma venendo poi sconfitti nel main event dal tag team match formato da Hendry ed Elijah. Nell'episodio del 6 marzo i Colóns hanno stretto un'alleanza con The System ed hanno poi perso per squalifica in un match per i TNA Tag Team Championship contro gli Hardy Boyz proprio a causa di un intervento del System, con i quali si sono uniti per il pestaggio finale ai danni degli avversari.

## Nel wrestling

### Mosse finali in coppia
- Come Primo & Epico
  - Powerbomb e Double knee backbreaker in combinazione
- Come Los Matadores
  - El Picador (Double reverse samoan drop)
- Come Shining Stars
  - The Shining Star (Russian legsweep ed enzuigiri in combinazione)

### Manager
- Abraham Washington
- Layla
- El Torito
- Rosa Mendes
- Summer Rae

### Musiche d'ingresso
- Barcode di Jack Elliot e Lewis Hotchin (17 novembre 2011–2 novembre 2012)
- Enchanted Isle di Jim Johnston (2 novembre 2012–14 giugno 2013)
- Olé Olé di Jim Johnston (30 settembre 2013–8 settembre 2015)
- Shining Star dei CFO$ (16 maggio 2016–17 aprile 2017)
- Primos dei CFO$ (18 aprile 2017–15 aprile 2020)

## Titoli e riconoscimenti
- WWE
  - Raw Tag Team Championship (1)